# Matt Salmon
Matthew James Salmon dit Matt Salmon, né le 21 janvier 1958 à Salt Lake City, est un homme politique américain, élu républicain de l'Arizona à la Chambre des représentants des États-Unis depuis de 1995 à 2001 et de 2013 à 2017.

## Biographie
Après des études à l'université d'État de l'Arizona et à l'université Brigham Young, Matt Salmon travaille dans les télécommunications.
Il est élu au Sénat de l'Arizona de 1991 à 1995. En 1994, il se présente à la Chambre des représentants des États-Unis dans le 1er district de l'Arizona, où il est élu avec 56 % des voix devant le démocrate Chuck Blanchard (39 %) et le libertarien Bob Howarth (4,9 %). Il est réélu avec 60,2 % des suffrages en 1996 et 64,6 % en 1998. Il ne se représente pas en 2000.
En 2002, il est candidat au poste de gouverneur de l'Arizona. Au terme d'une campagne qualifiée par la presse comme particulièrement « serrée et vilaine » (« tightest and ugliest race for governor in memory »), il est battu par la démocrate Janet Napolitano. Il préside le Parti républicain de l'Arizona de 2005 à 2007.
Salmon fait son retour à la Chambre des représentants en 2012. Il est élu dans le 5e district, un district conservateur autour de Mesa, en rassemblant 67,2 % des voix. Il est réélu en 2014 avec 69,6 % des suffrages. Des groupes nationaux proches du Tea Party l'encouragent à affronter John McCain lors des primaires sénatoriales, mais il refuse de se présenter au Sénat. En février 2016, il annonce qu'il ne sera pas candidat à un nouveau mandat de représentant en novembre.